# Burin—St. George's
Burin—St. George's (aussi connue sous le nom de Burin—Saint-George) fut une circonscription électorale fédérale de Terre-Neuve, représentée de 1979 à 2004.
La circonscription de Burin—St. George's a été créée en 1979 avec des parties de Burin—Burgeo et d'Humber—Saint-Georges—Sainte-Barbe. Abolie en 2003, elle fut fusionnée à Random—Burin—St. George's.

## Députés
1. 1979-1979 — Don Jamieson, PLC
2. 1979-1984 — Roger Simmons, PLC
3. 1984-1988 — Joe Price, PC
4. 1988-1997 — Roger Simmons, PLC (2)
5. 1997-2004 — Bill Matthews, PC/PLC

- PC = Parti progressiste-conservateur
- PLC = Parti libéral du Canada